# ゼイヴィア・サミュエル
ゼイヴィア・サミュエル（Xavier Samuel, 1983年12月10日 - ）は、オーストラリア出身の俳優。

## 来歴
オーストラリアのビクトリア州ハミルトンで教師の家庭に生まれる。アデレード郊外のRostrevor Collegeを2001年に卒業した後、同地のフリンダース大学でドラマ・コースを履修し2005年に同大学を卒業する。
在学中から俳優として働き始め、卒業後も演劇や映画、テレビの分野で活動を続けている。なお、弟のベネディクトも俳優として活動している。

## 主な出演作品
- 明日、君がいない 2:37 (2006)
- ブルー・ブルー・ブルー Newcastle (2008)
- ラブド・ワンズ The Loved Ones (2009)
- エクリプス/トワイライト・サーガ The Twilight Saga: Eclipse (2010)
- アンストッパブル・ハイウェイ Road Train (2010)
- もうひとりのシェイクスピア Anonymous (2011)
- A Few Best Men (2011)
- ドリフト Drift (2013)
- パニック・マーケット3D Bait 3D (2012)
- インサイド・ミー Plush (2013)
- 美しい絵の崩壊 Adore (2013)
- フューリー Fury (2014)
- フランケンシュタイン アダム・ザ・モンスター Frankenstein (2015)